# Chilpéric (operett)
Chilpéric är en opéra bouffe i tre akter med musik och libretto av Hervé med premiär den 24 oktober 1868 på Théâtre des Folies-Dramatiques i Paris. En burlesque från medeltiden, Chilpéric hade Hervé i titelrollen.

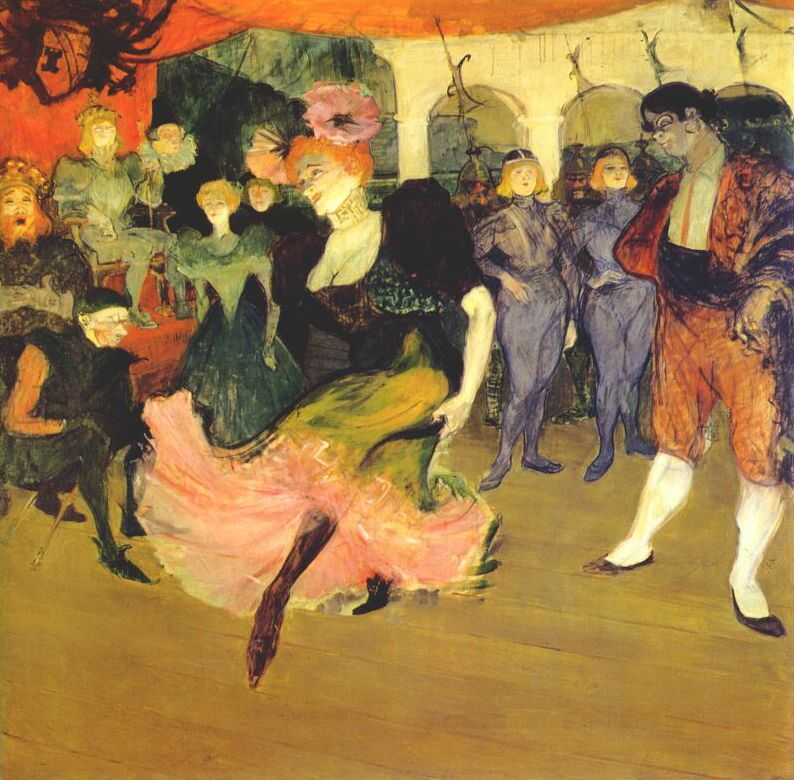
Chilpéric av Henri Toulouse-Lautrec.

När operetten hade nypremiär på Théâtre des Variétés i Paris 1895 målade Henri Toulouse-Lautrec då Marcelle Lender utförde en bolero från operetten i sin målning Chilpéric.

## Historia

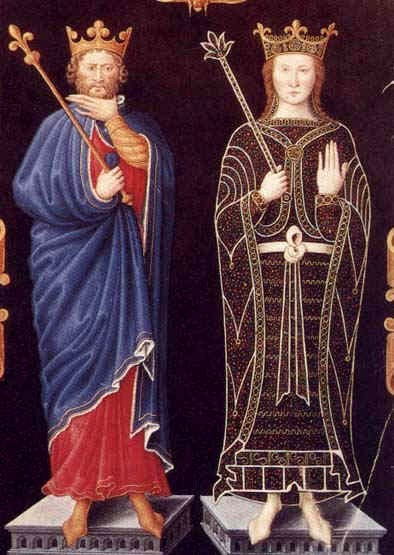
Chilperik I och Fredegond

Hervé hade skrivit enaktsoperetter i flera år, då denna genre var den enda möjliga för teatrarna fram till 1858 på grund av licensavgifter. 1858 togs dessa restriktioner bort och Hervés första helaftonsföreställning av arten opéra bouffe (Les Chevaliers de la Table ronde) sattes upp på Bouffes-Parisiens 1866 med stor succé. Denna följdes av L'Œil crevé på Théâtre des Folies-Dramatiques 1867, även den blev en succé så teatern beställde ett nytt verk av Hervé för 1868. Dessa verk, tillsammans med kompositörens Le Petit Faust från 1869, representerar en burlesque - komisk behandling av allvarliga ämnen, fulla av medvetna anakronismer och galna situationer - på gränsen till det tillåtna.
Det publicerade librettot till Chilpéric innehöll ett förord som: "Låt oss först förklara vår plan ... Vår plan? ... Oj då, vi har ingen … Ah! bara en sak: att få publiken att skratta mellan våra musikaliska nummer."
Den historiske Chilperik I var fjärde son till Chlothar I. Han delade kungariket Soissons (561), försökte råna sin broder Sigibert I och kidnappa honom, men slogs tillbaka och förlorade nästan sina länder. Han var gift med Galswintha men lät strypa henne för att behaga sin älskarinna Fredegond som han sedan gifte sig med. Fredegond lät mörda Sigibert och hans hustru Brunhilda. Hon kan ha låtit mörda maken för att hindra honom från att få reda hennes affär med en man vid namn Landry. Alla dessa historiska personer förekommer i någon form i operetten.

## Mottagande och uppförandehistorik
Chilpéric var en succé och spelades över 100 gånger. Levande hästar förekom på scenen och Hervé, i rollen som kungen, gjorde sin entré på hästryggen medan han sjöng den avsiktligt löjliga Chanson du jambon ("Skinksången"). Första aktens final, med orkestern spelande liksom ett åskväder, flera hästar med ryttare på scenen ridande omkring i full panik, och en kör av druider sjungande och dansande medan de snurrade på paraplyer i varierande färger, skapade en sensation och blev ryktbar. Inte bara librettots uppsluppenhet prisades, utan även Hervés livliga och melodiösa musik. Bland musiknumren uppmärksammades speciellt en vals för Frédégonde och boleron för Galswinthe, förevigade i Toulouse-Lautrecs målning.
Den dåvarande prinsen av Wales bevistade en föreställning och utbrast "Vad synd att Hervé inte förstår engelska! Om han kom till London skulle ha göra stor succé ." Detta kom till Hervés kännedom och han lärde sig engelska på några månader och operetten sattes upp i London på Lyceum Theatre 1870 på engelska med Hervé och Selina Dolaro. Prinsen av Wales bevistade en av föreställningarna och gladdes så mycket åt Hervés sång Chanson du jambon på hästryggen i första akten att han uttryckte en önskan om att höra den igen. Hervé kom inridande i andra akten och upprepade numret. Operetten hade flera lyckade uppsättningar i London, inklusive en bearbetning av H. B. Farnie på Empire Theatre 1884 och den gavs i New York 1874 på engelska. Den spelades även i Australien, Berlin och i Wien under 1800-talet. I början av 1900-talet ändrades operettpublikens smak från den extravaganta stil mot en mer borgerlig dito och Chilpéric uppfördes sparsamt.
Operetten hade nypremiär av L'Atelier Lyrique Angevin på Grand Théâtre d'Angers i Frankrike 2015.

## Personer

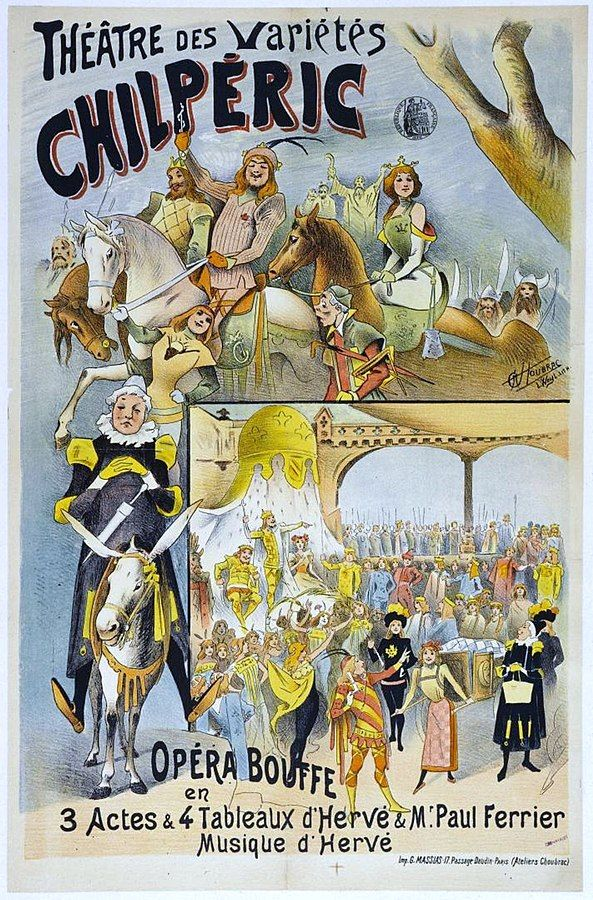
Affisch av Alfred Choubrac för 1895 års nypremiär av "Chilpéric".

| Roller                          | Stämma      | Premiärbesättning den 24 oktober 1868 (Dirigent: Moreau-Sainti) |
| ------------------------------- | ----------- | --------------------------------------------------------------- |
| Chilpéric, Kung av Soissons     | tenor       | Hervé                                                           |
| Frédégonde                      | sopran      | Blanche d'Antigny                                               |
| Landry                          | tenor       | Mendasti                                                        |
| Galswinthe                      | kontraalt   | Berthal                                                         |
| Brunehaut, Sigeberts hustru     | sopran      | Caroline Jullien                                                |
| Sigibert, broder till Chilpéric | bas         | Berret                                                          |
| Alfred                          | sopran      | Léontine Gouvion                                                |
| Fana                            | mezzosopran | Atala Massue                                                    |
| Don Nervoso                     | tenor       | Monroy                                                          |
| Ricin, Chilpérics doktor        | bas         | Ange Milher                                                     |
| Grand légendaire                | tenor       | Chaudesaigues                                                   |
| Druider, präster, kungens hov   |             |                                                                 |

## Handling

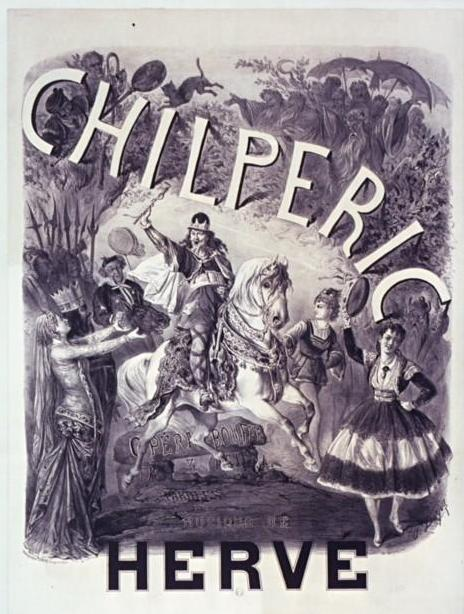
Illustration till originaluppsättningen.

Chilpéric bygger på den merovingiske kungen Chilperik I, som regerade 561-584.
Plats: Gallien
Tid: år 567

### Akt I
Kung Chilpéric har kommit ridande tills skogen med några av sina riddare för att rådfråga druiderna om han ska segra i nästa strid. Väl framme möter han herden Landry och dennes fästmö Frédégonde. Chilpéric tjusas av Frédégonde och erbjuder sig att föra henne till hovet, ge henne ett arbete som "tvätterska", men egentligen ta henne som älskarinna. Landry erbjuds också arbete som kungens "hovmarskalk". En plötslig storm orsakar panik hos kungens män och hästar vilka söker skydd medan druiderna skydda sig från regnet under färgglada paraplyer.

### Akt 2
Chilpéric har gjort Frédégonde till sin älskarinna, vilket irriterar Brunehaut, hans broder Sigiberts spanskfödda hustru. Brunehaut har ansträngt sig mycket för att arrangera ett äktenskap mellan kungen och hennes syster prinsessan Galswinthe. Hennes hemliga plan är att mörda dem bägge och säkra tronen för sin make och sig själv. Bröllopsplanerna fortlöper då det handlar om diplomatiska allianser mellan Gallien och Spanien. Under tiden har Brunehaut förfört den vackre Landry och tröstat honom för förlusten av sin kära Frédégonde. Det är av vikt för kungen att avbryta sitt förhållande med Frédégonde med tanke på det stundande bröllopet med den spanska prinsessan. Prinsessan Galswinthe anländer och välkomnas med stor pompa och ståt men Frédégonde avbryter festligheterna och förs skrikande bort sittande i en bärstol, som går sönder.

### Akt 3

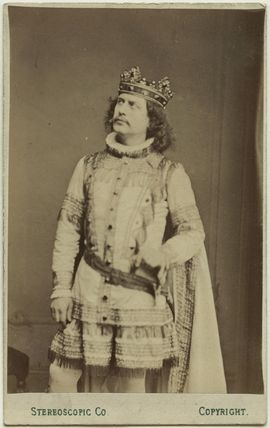
Hervé som Chilpéric

I bröllopskammaren väntas Chilpéric och Galswinthe. Frédégonde har använt sin charm för att försöka övertala en hög hovman att strypa Galswinthe samma natt. Brunehaut gör allt för att hennes älskare Landry ska mörda sin forne käraste Frédégonde, medan Chilpéric har insett att Brunehaut har onda saker för sig och ger order till sin doktor att förgifta henne. 
Chilpéric tvingas iväg från bröllopsbädden av en attack från brodern Sigiberts män vid stadsporten. Doktorn, hovmannen och Landry försöker i tur och ordning mörda Brunehaut, Galswinthe och Frédégonde i mörkret men damerna försvarar sig och kaos utbryter tills någon trycker på en knapp och de faller ned genom en fallucka till fängelsehålan. Chilpéric återvänder segerrik efter striden, räddar Galswinthe, förlåter Frédégonde och utdelar inga andra straff förutom några hårda klappar till de andra.